# Microdon sharpii
Microdon sharpii är en tvåvingeart som beskrevs av Josef Mik 1900. Microdon sharpii ingår i släktet myrblomflugor, och familjen blomflugor. Inga underarter finns listade i Catalogue of Life.